# أندرو غراهام
أندرو غراهام (بالإنجليزية: Andrew Graham )‏ (و. 1815 – 1908 م) هو عالم فلك من جمهورية أيرلندا . ولد في مقاطعة فيرماناغ .
توفي في كامبريدج، عن عمر يناهز 93 عاماً.